# Moore Park Nature Reserve
Moore Park Nature Reserve är en park i Australien. Den ligger i delstaten New South Wales, i den sydöstra delen av landet, omkring 620 kilometer norr om delstatshuvudstaden Sydney.
Runt Moore Park Nature Reserve är det mycket glesbefolkat, med 2 invånare per kvadratkilometer.. 
I omgivningarna runt Moore Park Nature Reserve växer i huvudsak städsegrön lövskog. Genomsnittlig årsnederbörd är 1 402 millimeter. Den regnigaste månaden är januari, med i genomsnitt 269 mm nederbörd, och den torraste är september, med 37 mm nederbörd.